# The Ghost of Tom Joad
The Ghost of Tom Joad (с англ. — «Призрак Тома Джоуда») — одиннадцатый студийный альбом американского рок-исполнителя Брюса Спрингстина, выпущенный в ноябре 1995 года. Том Джоуд — персонаж романа Джона Стейнбека «Гроздья гнева», олицетворяющий политизацию обычного человека при столкновении с несправедливостью.

## Список композиций
1. «The Ghost of Tom Joad» — 4:23
2. «Straight Time» — 3:25
3. «Highway 29» — 3:39
4. «Youngstown» — 3:52
5. «Sinaloa Cowboys» — 3:51
6. «The Line» — 5:14
7. «Balboa Park» — 3:19
8. «Dry Lightning» — 3:30
9. «The New Timer» — 5:45
10. «Across the Border» — 5:24
11. «Galveston Bay» — 5:04
12. «My Best Was Never Good Enough» — 2:00

## Позиции в чартах
- 11-е место — чарт Billboard 200 (1995).

## НаградыГрэмми
| Год  | Альбом / Композиция   | Категория                                                                     | Победитель      |
| ---- | --------------------- | ----------------------------------------------------------------------------- | --------------- |
| 1996 | The Ghost of Tom Joad | Best Contemporary Folk Album incl. Best Ethnic or Contemporary Folk Recording | Брюс Спрингстин |

## В записи участвовали
- Брюс Спрингстин — гитара, губная гармоника, клавишные, вокал.
- Дженнифер Кондос — бас.
- Дэнни Федеричи — аккордеон, клавишные.
- Джим Хэнсон — бас.
- Лиза Лоуэлл — бэк-вокал.
- Гари Маллабер — перкуссия, барабаны.
- Чак Плоткин — клавишные.
- Марти Рифкин — гитара.
- Патти Скиалфа — бэк-вокал.
- Гарри Таллент — бас.
- Сузи Тайрелл — скрипка, бэк-вокал.